# Alf Lannerbäck
Alf Lannerbäck, född 11 november 1929 i Varberg, död 18 oktober 2010, var en svensk illustratör. Han är farbror till Yngwie Malmsteen.
Lannerbäck tog värvning 1945 vid Norra skånska infanteriregementet (I 6) i Kristianstad och blev 1949 befäl vid dåvarande Fältpolisskolan vid Svea livgarde (I 1). Efter en skada började han teckna och han anställdes vid Arméns bilddetalj. Därefter övergick han till reklamavdelningen vid SAS och startade även ett eget företag, Försvarsbild Alf Lannerbäck Illustration.
Lannerbäck har bland annat illustrerat det svenska militära utbildningsverket Soldaten i fält (SoldF). Han har även illustrerat ett stort antal historiska verk, skolböcker och faktaböcker samt medverkat i uppslagsverk och tidskrifter, särskilt Forskning & Framsteg.